# Yotsukaidō

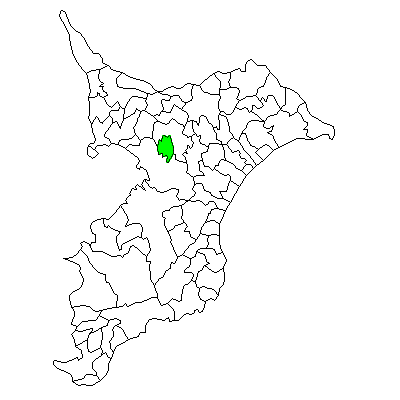
Situation de Yotsukaidō dans la préfecture de Chiba.

Yotsukaidō (四街道市, Yotsukaidō-shi) est une ville de la préfecture de Chiba, au Japon.

## Géographie

### Démographie
En 2011, la population de la ville de Yotsukaidō était de 87 354 habitants répartis sur une superficie de 34,70 km2.

## Histoire
Yotsukaidō a été fondée le 1er avril 1981.

## Jumelages
Yotsukaidō est jumelée avec la ville californienne de Livermore (États-Unis).